# 白盆珠水库
白盆珠水库位于中国广东省惠州市惠东县，西枝江上游，莲花山西北麓，与莲花山组成广东莲花山白盆珠省级自然保护区。原称西枝江水利枢纽，是以防洪、供水为主，兼顾灌溉、发电效能的大（一）型水库。始建于1959年10月，1960年8月停建，1977年4月复工续建，1985年8月23日电站建成投产，1987年12月21日工程全面验收合格。
白盆珠水库总库容12.2亿立方米，其中死库容1.9亿立方米，有效库容3.85亿立方米，调洪库容6.45亿立方米。主坝建于白盆珠峡谷处，采用混凝土空心支墩重力坝结构，副坝两座，一座建于横岗万福庵坳口，一座建于条形山。